# Dongtangxiang (ort i Kina, Jiangxi Sheng, lat 28,81, long 116,70)
Dongtangxiang är en ort i Kina. Den ligger i provinsen Jiangxi, i den sydöstra delen av landet, omkring 81 kilometer öster om provinshuvudstaden Nanchang. Antalet invånare är 17 309. Befolkningen består av 8 204 kvinnor och 9 105 män. Barn under 15 år utgör 20,0 %, vuxna 15-64 år 72 %, och äldre över 65 år 7,0 %.
Runt Dongtangxiang är det tätbefolkat, med 442 invånare per kvadratkilometer. Närmaste större samhälle är Yugan, 12,7 km söder om Dongtangxiang. Trakten runt Dongtangxiang består till största delen av jordbruksmark.
Genomsnittlig årsnederbörd är 2 308 millimeter. Den regnigaste månaden är juni, med i genomsnitt 395 mm nederbörd, och den torraste är oktober, med 33 mm nederbörd.